# Дисульфид дицезия
Дисульфид дицезия — неорганическое соединение
серы и цезия
с формулой Cs2S2,
тёмно-красные кристаллы,
образует кристаллогидрат.

## Получение
- Сплавление стехиометрических количеств чистых веществ:

{\displaystyle {\mathsf {2Cs+2S\ {\xrightarrow {460^{o}C}}\ Cs_{2}S_{2}}}}

## Физические свойства
Дисульфид дицезия образует тёмно-красные кристаллы
ромбической сингонии, пространственная группа I mmm, параметры ячейки a = 0,6992 нм, b = 0,9615 нм, c = 0,5232 нм, Z = 2
.
Соединение конгруэнтно плавится при температуре 460°C.
Образует кристаллогидрат состава Cs2S2•H2O.